# Theologische Fakultät Paderborn
Die Theologische Fakultät Paderborn ist eine staatlich anerkannte Hochschule in der Trägerschaft des Erzbischöflichen Stuhls zu Paderborn.

## Geschichte
Die Theologische Fakultät Paderborn ist die älteste Hochschule Westfalens. Sie wurde am 10. September 1614 durch den Paderborner Fürstbischof Dietrich IV. von Fürstenberg (1585–1618) als Jesuitenuniversität mit theologischer und philosophischer Fakultät gegründet; noch im selben Jahr fanden bereits erste Vorlesungen in beiden Disziplinen statt. Papst Paul V. (1605–1621) bestätigte die Gründung am 2. April 1615 durch das Breve „In supereminenti“, Kaiser Matthias (1605–1619) durch ein Diplom am 14. Dezember 1615. Im Herbst 1616 wurden diese Urkunden in Paderborn proklamiert, 1617 für beide Fakultäten Dekane ernannt und die Statuten der Universität veröffentlicht. Papst und Kaiser hatten die Jesuitenuniversität mit allen akademischen Rechten, insbesondere auch mit dem Promotionsrecht für beide Fakultäten privilegiert. Zu den Professoren der ersten Generation gehörte Friedrich Spee von Langenfeld (1591–1635), der bedeutende Barockdichter und Kämpfer gegen den Hexenwahn. Er war hier 1623 bis 1626 als Professor der Philosophie und 1629 bis 1631 als Professor der Moraltheologie tätig.
Auch nach der Aufhebung des Jesuitenordens 1773 und dem Ende des Hochstifts Paderborn durch den Reichsdeputationshauptschluss vom 25. Februar 1803 existierte die Hochschule weiter. Zwar verfügte König Friedrich Wilhelm III. von Preußen (1797–1840) am 18. Oktober 1818 ihre Aufhebung, diese wurde aber nicht umgesetzt und am 16. April 1836 durch Allerhöchsten Erlass ausdrücklich zurückgenommen. Dennoch dauerten Verhandlungen zwischen dem Paderborner Bischofsstuhl und der preußischen Regierung bis 1843 an, bevor die Hochschule unter Bischof Richard Dammers (1841–1844) als „Philosophisch-Theologische Lehranstalt“ neue Statuten erhielt. Während des Kulturkampfes (1871–1887) blieb sie aufgrund staatlicher Beschränkungen von 1873 bis 1887 geschlossen, danach erlebte sie eine neue Blütezeit. 1909 bestanden an ihr acht Lehrstühle; deren Professoren gaben in diesem Jahr erstmals die Fachzeitschrift Theologie und Glaube heraus. Seit dem 16. März 1917 trug die Hochschule die Bezeichnung „Philosophisch-Theologische Akademie“. Weil ihre Gebäude nach den schweren Luftangriffen auf Paderborn im März 1945 völlig zerstört waren, wurde der Studienbetrieb nach dem Zweiten Weltkrieg (1939–1945) nach Bad Driburg verlegt und konnte erst im Wintersemester 1949/50 wieder in Paderborn aufgenommen werden.
Durch ein Dekret vom 11. Juni 1966 erkannte Papst Paul VI. (1963–1978) der Hochschule den Rechtsstatus einer Theologischen Fakultät zu und bestätigte zugleich ihr Recht, alle akademischen Grade zu verleihen. Dieser Rechtsstatus wurde am 14. Oktober 1966 in einer Urkunde des Kultusministeriums des Landes Nordrhein-Westfalen bekräftigt und besteht noch heute. Laut novellierter Fassung des Hochschulgesetzes des Landes Nordrhein-Westfalen vom 16. September 2014 ist „die Theologische Fakultät Paderborn staatlich anerkannte Hochschule im Sinne dieses Gesetzes“ (§ 74 Abs. 1). Sie hat damit den gleichen Rang wie die entsprechenden Fakultäten oder Fachbereiche der staatlichen Universitäten der Bundesrepublik Deutschland.
Die Theologische Fakultät, die seit 1974 die wissenschaftliche Buchreihe „Paderborner Theologische Studien“ herausgibt (aktuell 60 Bände), liegt im historischen Stadtzentrum Paderborns. An ihr sind momentan 15 Professoren, mehrere Lehrbeauftragte und Wissenschaftliche Mitarbeitende tätig. Zum akademischen Profil der Hochschule zählt der zehnsemestrige Studiengang der Katholischen Theologie mit dem Abschluss Magister Theologiae. Darüber hinaus sind die Abschlüsse des Lizentiats, des Doktorats und der Habilitation möglich.
Mit der Universität Paderborn besteht eine institutionelle Kooperation. Sie erstreckt sich vor allem auf das Studium der Philosophie, in das die Theologische Fakultät mit ihren beiden Lehrstühlen der Geschichte der Philosophie und der Systematischen Philosophie eingebunden ist. Daher können Absolventen der Theologischen Fakultät unter bestimmten Voraussetzungen auch zum Doktor der Philosophie promoviert werden.

## Lehrstühle
Das Fach Katholische Theologie gliedert sich in die folgenden Fächergruppen und wird momentan durch die namentlich aufgeführten Professoren in Forschung und Lehre vertreten.
I. Philosophie
- Geschichte der Philosophie und Theologische Propädeutik – Bernd Irlenborn
- Systematische Philosophie – Andreas Koritensky

II. Biblische Theologie
- Altes Testament – Michael Konkel
- Neues Testament – Daniel Lanzinger

III. Historische Theologie
- Kirchengeschichte und Patrologie – Hubertus R. Drobner
- Bistumsgeschichte – Hermann-Josef Schmalor

IV. Systematische Theologie
- Fundamentaltheologie und vergleichende Religionswissenschaft – Aaron Langenfeld
- Dogmatik und Dogmengeschichte – Christian Stoll
- Moraltheologie – Peter Schallenberg
- Christliche Gesellschaftslehre – Jonas Hagedorn
- Ökumenische Theologie – Cornelia Dockter-Verscharen

V. Praktische Theologie
- Kirchenrecht – Rüdiger Althaus
- Liturgiewissenschaft – Stephan Wahle
- Pastoraltheologie und Homiletik, Religionspädagogik und Katechetik – Herbert Haslinger
- Pastoralpsychologie und Pastoralsoziologie – Christoph Jacobs

## Einrichtungen und Bibliothek

### Johann-Adam-Möhler-Institut für Ökumenik
Das Johann-Adam-Möhler-Institut für Ökumenik wurde 1957 durch den Paderborner Erzbischof Lorenz Jaeger gegründet und ist der Theologischen Fakultät Paderborn angegliedert. Benannt ist es nach dem Tübinger Theologen Johann Adam Möhler (1796–1838), der mit seiner „Symbolik, oder Darstellung der dogmatischen Gegensätze der Katholiken und Protestanten nach ihren öffentlichen Bekenntnisschriften“ (1832) als katholischer Wegbereiter der Ökumene und zur wissenschaftlichen Erforschung der christlichen Konfessionen gilt. Das international in Forschung, Lehre und im Rahmen verschiedener ökumenischer Dialoge tätige Institut verfügt über eine Spezialbibliothek mit über 150.000 Bänden und 200 laufend gehaltenen Zeitschriften. Vom Institut herausgegeben wird u. a. die wissenschaftliche Buchreihe „Konfessionskundliche und kontroverstheologische Studien“ sowie die ökumenische Fachzeitschrift „Catholica“.

### Erzbischöfliche Akademische Bibliothek
Die Erzbischöfliche Akademische Bibliothek Paderborn mit ihren rund 340.000 Bänden und ca. 500 laufend gehaltenen Zeitschriften ist die Hochschulbibliothek der Theologischen Fakultät und zugleich die Diözesanbibliothek für das Erzbistum Paderborn. Ihre historischen Bestände umfassen u. a. rund 750 Inkunabeln (Frühdrucke bis zum Jahr 1500) und 130 mittelalterliche Handschriften. Zur Bibliothek gehört auch die Bibliotheca Theodoriana, die 1614 von Fürstbischof Dietrich IV. von Fürstenberg als Bibliothek der Jesuitenuniversität gegründet wurde; nach erheblichen Verlusten gegen Ende des Zweiten Weltkrieges sind heute noch etwa 6.000 Bände vorhanden. Im Zuge der Säkularisation wurden der Bibliotheca Theodoriana viele Druckwerke und Handschriften aus aufgehobenen Klöstern der Region eingegliedert, unter anderem aus dem Benediktinerkloster Abdinghof in Paderborn oder dem Augustiner-Chorherrenstift Böddeken; auch ein Großteil der Klosterbibliothek der ehemaligen Reichsabtei Corvey (ca. 2.500 Bände) befindet sich heute in der Erzbischöflichen Akademischen Bibliothek.

### Josef Pieper Arbeitsstelle
An der Theologischen Fakultät bestand seit 2008 in Verbindung mit dem Lehrstuhl für Systematische Philosophie die von Berthold Wald geleitete Josef Pieper Arbeitsstelle (JPA). Sie widmet sich dem Gesamtwerk Josef Piepers, eines international bedeutenden Philosophen des 20. Jahrhunderts. Sie trägt zur Erschließung seines literarischen Nachlasses bei, der sich im Deutschen Literaturarchiv in Marbach am Neckar befindet.

## Montagsakademie
Seit 1994/95 (zunächst unter dem Namen „Seniorenakademie“, seit 2007/08 unter dem Namen „Montagsakademie“) veranstaltet die Theologische Fakultät Paderborn jeweils im Wintersemester eine Ringvorlesung, in der Professoren der Fakultät und weitere Dozenten zu vielfältigen Themen der Theologie Stellung beziehen.
Bisher standen die Ringvorlesungen unter folgenden Überschriften:
- 1994/95 – Stationen am Wege des Heils
- 1995/96 – Theologie im Wandel
- 1996/97 – Kirche der Zukunft. Zukunft der Kirche
- 1997/98 – Jesus Christus. Gottes Sohn
- 1998/99 – Ein geistliches Jahr mit der Kirche
- 1999/2000 – Krise des Gottesglaubens? Aufbruch!
- 2000/01 – Theologie aktuell
- 2001/02 – Kirche im Übergang
- 2002/03 – Deutschland. Deine Werte
- 2003/04 – Das Jahr der Bibel
- 2004/05 – 40 Jahre Zweites Vatikanisches Konzil. Große Dokumente – bleibende Fragen
- 2005/06 – Herr, bleibe bei uns! Die Bedeutung der Eucharistie – aus unterschiedlichen Perspektiven nachgefragt
- 2006/07 – Hier beginnt die Zukunft: Ehe und Familie
- 2007/08 – Jesus heute. Zugänge und Zeugnisse
- 2008/09 – Paulus. Ein unbequemer Apostel
- 2009/10 – Evolutionstheorie und Schöpfungsglaube
- 2010/11 – Zwischen Freud und Leid. Die Ambivalenz menschlicher Sexualität
- 2011/12 – Franziskus. Ein Armer macht Geschichte
- 2012/13 – Das Zweite Vatikanische Konzil. Krise und Erneuerung der Kirche
- 2013/14 – Streitthemen des Glaubens. Das Credo als Bekenntnis und Herausforderung
- 2014/15 – Herausforderungen an die Theologie in Vergangenheit und Zukunft
- 2015/16 – Ende des Lebens – Sterben und Tod heute
- 2016/17 – Ökumene 2017 – Grundlagen, Wege und Visionen
- 2017/18 – Gott begegnen an heiligen Orten
- 2018/19 – Kirche in Zeiten der Veränderung
- 2019/20 – Macht und Ohnmacht in der Kirche
- 2020/21 – Wege der Kirche in die Zukunft der Menschen
- 2021/22 – Denkerinnen und Denker, die uns heute etwas zu sagen haben
- 2022/23 – Menschenbild und Menschenbildung. Anspruch an die Kirche in der Welt von heute
- 2023/24 – Sakramente – Symbole des Heils
- 2024/25 – Jesus Christus – Gott und Mensch

## Persönlichkeiten

### Rektoren (seit 1998)
- 1998–2000: Josef Meyer zu Schlochtern[2]
- 2000–2002: Knut Backhaus
- 2002–2003: Josef Meyer zu Schlochtern
- 2003–2005: Wolfgang Thönissen
- 2005–2007: Günter Wilhelms
- 2007–2009: Bernd Irlenborn
- 2009–2011: Berthold Wald
- 2011–2013: Maria Neubrand
- 2013–2015: Josef Meyer zu Schlochtern
- 2015–2017: Rüdiger Althaus
- 2017–2019: Wolfgang Thönissen
- 2019–2022: Stefan Kopp[3]
- seit 2022: Aaron Langenfeld

### Bekannte Professoren und Absolventen
- Friedrich Spee (1591–1635), Jesuit, Moraltheologe, Verfasser der Cautio Criminalis
- Bernhard Frick (um 1600–1655), Generalvikar und Weihbischof in Paderborn und Hildesheim, wurde 1628 an der Jesuitenuniversität in Paderborn promoviert
- Johann Matthias Carrich (1735–1813), Theologe, Jesuit und Hochschullehrer
- Johann Püllenberg (1790–1856), Philosoph und Theologe, Absolvent und Professor
- Wilhelm Schneider (1847–1909), Bischof von Paderborn
- Caspar Klein (1865–1941), Bischof und seit 1930 erster Erzbischof von Paderborn
- Hermann Müller (1868–1932), Professor für Moraltheologie und Kirchenmusiker
- Johannes Linneborn (1867–1933), Dompropst in Paderborn, Abgeordneter des Preußischen Landtags
- Karl Joseph Schulte (1871–1941), Kardinal, Erzbischof von Köln
- Petrus Legge (1882–1951), Bischof von Meißen
- Paul Simon (1882–1946), Professor der Philosophie und Apologetik in Tübingen, Dompropst in Paderborn
- Joseph Pradel (1888–1967), Politiker der Zentrumspartei
- Franz Rüsche (1888–1971), Professor der Philosophie
- Wilhelm Weskamm (1891–1956), Bischof von Berlin
- Lorenz Jaeger (1892–1975), Kardinal, Erzbischof von Paderborn
- Eduard Stakemeier (1904–1970), Professor der Fundamentaltheologie, vergleichenden Religionswissenschaft und Konfessionskunde an der Theologischen Fakultät Paderborn, seit 1957 erster Direktor des Johann-Adam-Möhler-Instituts
- Klemens Honselmann (1900–1991), Bibliothekar und Kirchenhistoriker
- Franz Stock (1904–1948), Regens des „Seminars hinter Stacheldraht“ in Chartres
- Franz Hengsbach (1910–1991), Kardinal, Bischof von Essen
- Heinrich Moritz Dolch (1912–1984), Physiker und Fundamentaltheologe
- Alois Andritzki (1914–1943), sorbischer Priester des Bistums Meißen, Märtyrer im KZ Dachau, Seliger
- Paul Nordhues (1915–2004), Weihbischof in Paderborn
- Miroslaw Marusyn (1924–2009), Kurienerzbischof
- Johannes Joachim Degenhardt (1926–2002), Kardinal, Erzbischof von Paderborn
- Paul-Werner Scheele (1928–2019), Bischof von Würzburg
- Paul Josef Cordes (1934–2024), Kurienkardinal, Präsident des Päpstlichen Rates „Cor unum“ (1995–2010)
- Luis Teodorico Stöckler (* 1936), em. Bischof von Quilmes
- Eugen Drewermann (* 1940), Lehrbeauftragter von 1979 bis 1991, Lehrerlaubnis wurde 1991 entzogen
- Heinz Josef Algermissen (* 1943), Bischof von Fulda
- Hans-Josef Becker (* 1948), Erzbischof von Paderborn
- Josef Meyer zu Schlochtern (* 1950), Fundamentaltheologe
- Franz-Josef Bode (* 1951), Bischof von Osnabrück
- Reinhard Marx (* 1953), Kardinal, Professor für Christliche Gesellschaftslehre an der Theologischen Fakultät Paderborn, seit 2008 Erzbischof von München und Freising
- Maria Neubrand (1955–2020), Neutestamentlerin
- Wolfgang Thönissen (* 1955), Ökumeniker
- Karl-Heinz Wiesemann (* 1960), Bischof von Speyer
- Josef Holtkotte (* 1963), Weihbischof in Paderborn
- Bernd Irlenborn (* 1963), Religionsphilosoph
- Peter Schallenberg (* 1963), Moraltheologe und christlicher Sozialwissenschaftler
- Thomas Stühlmeyer (* 1964), Pastoraltheologe und Pfarrer
- Benjamin Dahlke (* 1982), Dogmatiker
- Stefan Kopp (* 1985), Liturgiewissenschaftler

## Ehrendoktorate
- 1978: Heinz Schürmann (1913–1999), Professor für Exegese des Neuen Testaments in Erfurt („Philosophisch-Theologisches Studium Erfurt“)
- 2000: Avery Dulles (1918–2008), Professor an der Fordham University und der Katholischen Universität von Amerika, Präsident der Katholischen Theologischen Gesellschaft der USA
- 2000: Emil Stehle (1926–2017), Bischof von Santo Domingo de los Colorados, 2023 aberkannt
- 2011: Fouad Twal (* 1940), em. Lateinischer Patriarch von Jerusalem
- 2020: Hermann Josef Pottmeyer (1934–2023), Professor für Fundamentaltheologie an der Katholisch-Theologischen Fakultät der Ruhr-Universität Bochum